# Centerfold (grupo musical)
Centerfold fue un trío de pop femenino neerlandés que obtuvo una serie de éxitos en los Países Bajos entre mediados y fines de la década de 1980. La formación original estaba formada por Laura Fygi, Rowan Moore y Cecilia de la Rie.

## Biografía

### Sencillo debut y sesión de fotos de Playboy
Su primer sencillo, «Bad Boy», estuvo acompañado de una sesión de fotos para la holandesa Playboy en 1984. Las damas interpretaron su canción desnudas en el popular programa de televisión TopPop, y pronto Centerfold se convirtió en un nombre familiar a través de su imagen sexual.

### Descubrimiento
El sencillo «Dictator» marcó el avance del grupo y alcanzó el número 6 en el Nederlandse Top 40, y el número 19 en el Top 30 de Bélgica. También otros países europeos mostraron interés y Centerfold interpretó la canción para el programa de televisión alemán WWF Club. Siguieron más éxitos, como Up and Coming y una versión del clásico «Radar Love» de Golden Earring. Björn Ulvaeus y Benny Anderson de ABBA escribieron un sencillo de seguimiento para las chicas, «Bitch When I See Red». En 1987, un álbum debut titulado Man's Ruin vio la luz del lanzamiento, al que le fue razonablemente bien en las listas de álbumes neerlandesas.

### Nueva alineación
En 1988, Cecilia de la Rie decidió dejar el grupo y fue reemplazada por Sandra Noach. En esta nueva formación, lanzaron un sencillo en abril de 1989, «Play the Game». Poco después del lanzamiento, Noach se suicidó, lo que terminó con el grupo indefinidamente. El segundo álbum ya grabado, Whistling at the Wolves, fue cancelado por la compañía discográfica.

## Después de Centerfold
Rowan Moore y Laura Fygi fundaron The Backlot, e hicieron un álbum llamado The Backlot y dos sencillos: «Tower of Love» (#76 en el Dutch Single Top 100) y «The Goodbye». Cecilia de la Rie comenzó un nuevo grupo llamado Red Cinder, y lanzó un miniálbum en 1992. Ambas bandas no vivieron una larga vida.
Red Bullet Records lanzó un CD Best Of del grupo en 1992. Laura Fygi se convirtió en una cantante de jazz muy aclamada. Rowan Moore hizo su debut como moderadora de televisión para la asociación de radiodifusión holandesa VPRO y la televisión comercial.

## Discografía

### Sencillos
- 1984 Bad Boy (Países Bajos # 41)
- 1984 Pump It Up
- 1985 Rough
- 1985 Sexual Wonder Land (EP, lanzamiento en Japón)
- 1986 Dictator (Bélgica n.º 19 / Países Bajos n.º 6 / Netherlands Dance Charts n.º 3)
- 1986 Up and Coming (Bélgica # 30 / Países Bajos # 28)
- 1986 Radar Love (Bélgica # 11 / Países Bajos # 14)
- 1987 Bitch When I See Red
- 1987 SOS Mozambique (Países Bajos # 18 - parte de Dutch Artists Sing for Mozambique)
- 1987 Intimate Climate (Países Bajos # 36)
- 1988 Money (Países Bajos # 50)
- 1989 Play the Game (Países Bajos # 35)

### Álbumes
- 1987 Man's Ruin (Países Bajos # 67)
- 1989 Whistling at the Wolves (cancelado)
- 1992 Best of Centerfold
- 1998 Man's Ruin (reedición, incluidas pistas extra)